# Jean-Luc Pépin
Jean-Luc Pépin PC CC (* 1. November 1924 in Drummondville, Québec; † 5. September 1995) war ein kanadischer Politikwissenschaftler, Hochschullehrer und Politiker der Liberalen Partei Kanadas, der mehrere Jahre Abgeordneter des Unterhauses sowie mehrfach Minister war.

## Leben

### Hochschullehrer und Abgeordneter
Nach dem Schulbesuch absolvierte Pépin ein Studium, das er mit einem Bachelor of Arts (B.A.). Weitere Studien der Politikwissenschaften sowie der Rechtswissenschaften beendete er sowohl mit einem Licenciate in Philosophy (L.Ph.) als auch mit einem Licenciate in Laws (LL.L.) und war danach als Professor für Politikwissenschaften an der Universität Ottawa tätig.
Bei der Unterhauswahl vom 8. April 1963 wurde er als Kandidat der Liberalen Partei erstmals zum Abgeordneten in das Unterhaus gewählt und vertrat in diesem bis zur Unterhauswahl am 25. Juni 1968 den Wahlkreis Drummond-Arthabaska und danach bis zu seiner Wahlniederlage bei der Wahl vom 30. Oktober 1972 den Wahlkreis Drummond. Im Mai 1963 übernahm er sein erstes Regierungsamt und war bis Juli 1965 Parlamentarischer Sekretär beim Minister für Handel und Gewerbe.

### Minister
Im Anschluss wurde er am 7. Juli 1965 von Premierminister Lester Pearson als Minister ohne Geschäftsbereich erstmals in das 19. kanadische Kabinett berufen, in dem er nach einer Kabinettsumbildung am 18. Dezember 1965 das Amt des Ministers für Bergbau und technische Begutachtung übernahm, ehe er vom 1. Oktober 1966 bis zum 19. April 1968 Minister für Energie, Bergbau und Ressourcen war. Als solcher war er zuletzt vom 30. März bis zum 19. April 1968 auch geschäftsführender Minister für Handel und Gewerbe.
Pearsons Nachfolger Pierre Trudeau ernannte Pépin im Anschluss am 20. April 1968 zum Arbeitsminister im neu gebildeten 20. kanadischen Kabinett unter Beibehaltung des Amtes des Ministers für Energie, Bergbau und Ressourcen. Im Rahmen einer Kabinettsumbildung wurde er jedoch wenige Monate später am 6. Juli 1968 Minister für Handel und Gewerbe sowie zugleich Industrieminister, ehe er nach einem Neuzuschnitt der Ministerressorts vom 1. April 1969 bis zum 26. November 1972 Minister für Industrie, Handel und Gewerbe war.
Nach Verlust seines Abgeordnetenmandats und seinem Ausscheiden aus der Regierung arbeitete Pépin für verschiedene Enquete-Kommissionen und war zunächst vom 14. Oktober bis zum 15. Dezember 1975 Vorsitzender des Anti-Inflation-Gremiums sowie zwischen dem 5. Juli 1977 und dem 1. März 1979 zusammen mit John Robarts, dem früheren Premierminister von Ontario, Co-Vorsitzender der Arbeitsgruppe für die Einheit Kanadas, die als Gegenreaktion auf den Wahlsieg 1976 der Parti Québécois auf Provinzebene gegründet wurde.
Für seine politischen Verdienste wurde Pépin am 11. Juli 1977 zum Companion des Order of Canada ernannt.
Bei der Wahl am 22. Mai 1979 wurde er wiederum zum Unterhausabgeordneten gewählt und vertrat nunmehr den Wahlkreis Ottawa-Carleton. Bei der Unterhauswahl am 4. September 1984 verzichtete Pépin auf eine neuerliche Kandidatur.
Nach dem Wahlsieg der Liberalen Partei bei der Unterhauswahl am 18. Februar 1980 wurde Pépin von Premierminister Trudeau am 3. März 1980 auch in die 22. Regierung Kanadas berufen, in der er anfangs Verkehrsminister war. Nachdem er vom 12. August bis zum 6. Dezember 1983 Staatsminister für Außenbeziehungen war, wurde er am 7. Dezember 1983 als Minister für Außenbeziehungen wieder Kabinettsmitglied und wurde zugleich Minister für die Frankophonie. Diese beiden Ministerposten bekleidete Pépin bis zum Ende von Trudeaus Amtszeit am 29. Juni 1984.
Anschließend war er Fellow des Instituts für öffentliche Politik der Universität Ottawa.

## Schriften
- Le fédéralisme canadien : mariage de raison ou mariage d'amour?, Ottawa 1968.
- Political education in Canada, Mitherausgeber Jon H. Pammett, Halifax 1988. ISBN 0-88645-068-3